# Ingri Aunet Tyldum
Ingri Aunet Tyldum (ur. 14 października 1983 r. w Overhalla) – norweska biegaczka narciarska, zawodniczka klubu Overhalla Idrettslag.

## Kariera
Po raz pierwszy na arenie międzynarodowej Ingri Aunet Tyldum pojawiła się 1 grudnia 2001 roku w zawodach FIS Race w Gålå, gdzie zajęła 23. miejsce w sprincie techniką klasyczną. W 2002 roku wystąpiła na Mistrzostwach Świata Juniorów w Schonach, gdzie w swoim najlepszym starcie, sprincie techniką dowolną zajęła 25. miejsce. Rok później, podczas Mistrzostw Świata Juniorów w Sollefteå uplasowała się na 26. miejscu w biegu na 5 km stylem klasycznym. Startowała także na Mistrzostwach Świata Młodzieżowców w Kranju w 2006 roku jednak ponownie plasowała się w trzeciej dziesiątce.
W Pucharze Świata zadebiutowała 6 marca 2003 roku w Oslo, zajmując 42. miejsce w sprincie stylem klasycznym. Pierwsze punkty wywalczyła dopiero 27 stycznia 2007 roku w Otepää, plasując się na 42. pozycji. W klasyfikacji generalnej sezonu 2006/2007 zajęła ostatecznie 96. miejsce. Jak dotąd najlepsze wyniki w Pucharze Świata osiągnęła w sezonie 2007/2008, który ukończyła na 36. miejscu. Nie stała na podium indywidualnych zawodów pucharowych, ale 24 lutego 2008 roku w Falun wraz z koleżankami z reprezentacji zwyciężyła w sztafecie.

## Osiągnięcia

### Mistrzostwa świata juniorów
| Miejsce | Dzień       | Rok  | Miejscowość | Konkurencja             | Czas biegu  | Strata      | Zwycięzca             |
| ------- | ----------- | ---- | ----------- | ----------------------- | ----------- | ----------- | --------------------- |
| 27.     | 22 stycznia | 2002 | Schonach    | 15 km stylem klasycznym | 44:00.0 min | +3:25.4 min | Jewgienia Krawcowa    |
| 25.     | 26 stycznia | 2002 | Schonach    | Sprint stylem dowolnym  | ?           | ?           | Mona-Liisa Malvalehto |
| 26.     | 6 lutego    | 2003 | Sollefteå   | 5 km stylem klasycznym  | 15:23.5 min | +1:18.4 min | Mona-Liisa Malvalehto |

### Mistrzostwa świata młodzieżowców
| Miejsce | Dzień    | Rok  | Miejscowość | Konkurencja             | Czas biegu  | Strata      | Zwycięzca         |
| ------- | -------- | ---- | ----------- | ----------------------- | ----------- | ----------- | ----------------- |
| 24.     | 2 lutego | 2006 | Kranj       | 10 km stylem klasycznym | 28:07.0 min | +2:38.2 min | Justyna Kowalczyk |
| 28.     | 4 lutego | 2006 | Kranj       | 15 km łączony           | 44:14.7 min | +4:12.5 min | Justyna Kowalczyk |

### Puchar Świata

#### Miejsca w klasyfikacji generalnej
- 2006/2007: 93.
- 2007/2008: 36.
- 2008/2009: 109.

#### Miejsca na podium
Jak dotąd Tyldum nie stała na podium indywidualnych zawodów Pucharu Świata.